# トレース (体論)
体論において、トレース (trace) は、有限次体拡大 L/K に付随して現れる写像で、L から K への K-線型写像である。

## 定義
L/K を有限拡大とする。分離次数を [L : K]s = r とする。σ1, ..., σr を L の K の代数閉包 Ka への相異なる K-埋め込み全部とする。L の元αに対し、トレースを
{\displaystyle \operatorname {Tr} _{L/K}(\alpha )=[L:K]_{i}\sum _{\nu =1}^{r}\sigma _{\nu }\alpha }
で定義する。ここで [L : K]i は非分離次数である。
分離拡大でなければ、トレースは 0 である。分離拡大（特にガロワ拡大）であれば、トレースは
{\displaystyle \operatorname {Tr} _{L/K}(\alpha )=\sum _{\nu =1}^{r}\sigma _{\nu }\alpha }
である。
L を K-ベクトル空間と見る。α∈L に対し L の元をα倍する写像 L → L は K-線型写像であるので、適当な基底を取ると行列で表すことができる。この行列のトレースは TrL/K(α) と一致する。（基底の取り方には依らない。）

## 性質
トレース写像は、L から K への K-線型写像である。また、体の拡大の列 L ⊃ M ⊃ K に対し
{\displaystyle \operatorname {Tr} _{L/K}=\operatorname {Tr} _{M/K}\circ \operatorname {Tr} _{L/M}}
が成り立つ。
L = K(α) のとき、αの K 上の最小多項式を
Xr + ar−1Xr−1 + ... + a0
とすると、
TrK(α)/K(α) = −ar−1
である。
L/K を有限次分離拡大とする。e1, ..., er を L の K-ベクトル空間としての基底とする。このとき次を満たすある基底 e'1, ..., e'r が存在する：
{\displaystyle \operatorname {Tr} _{L/K}(e_{i}e'_{j})=\delta _{ij}={\begin{cases}1&(i=j)\\0&(i\neq j)\end{cases}}}